# Бюльбюль-товстодзьоб
Бюльбю́ль-товстодзьоб (Spizixos) — рід горобцеподібних птахів родини бюльбюлевих (Pycnonotidae). Представники цього роду мешкають в Південно-Східній Азії.

## Види
Виділяють два види:
- Бюльбюль-товстодзьоб чубатий (Spizixos canifrons)
- Бюльбюль-товстодзьоб китайський (Spizixos semitorques)

## Етимологія
Наукова назва роду Spizixos походить від сполучення слова дав.-гр. σπιζα — зяблик і наукової назви роду Оливник (Ixos) Temminck, 1825.